# Enregistrament binaural

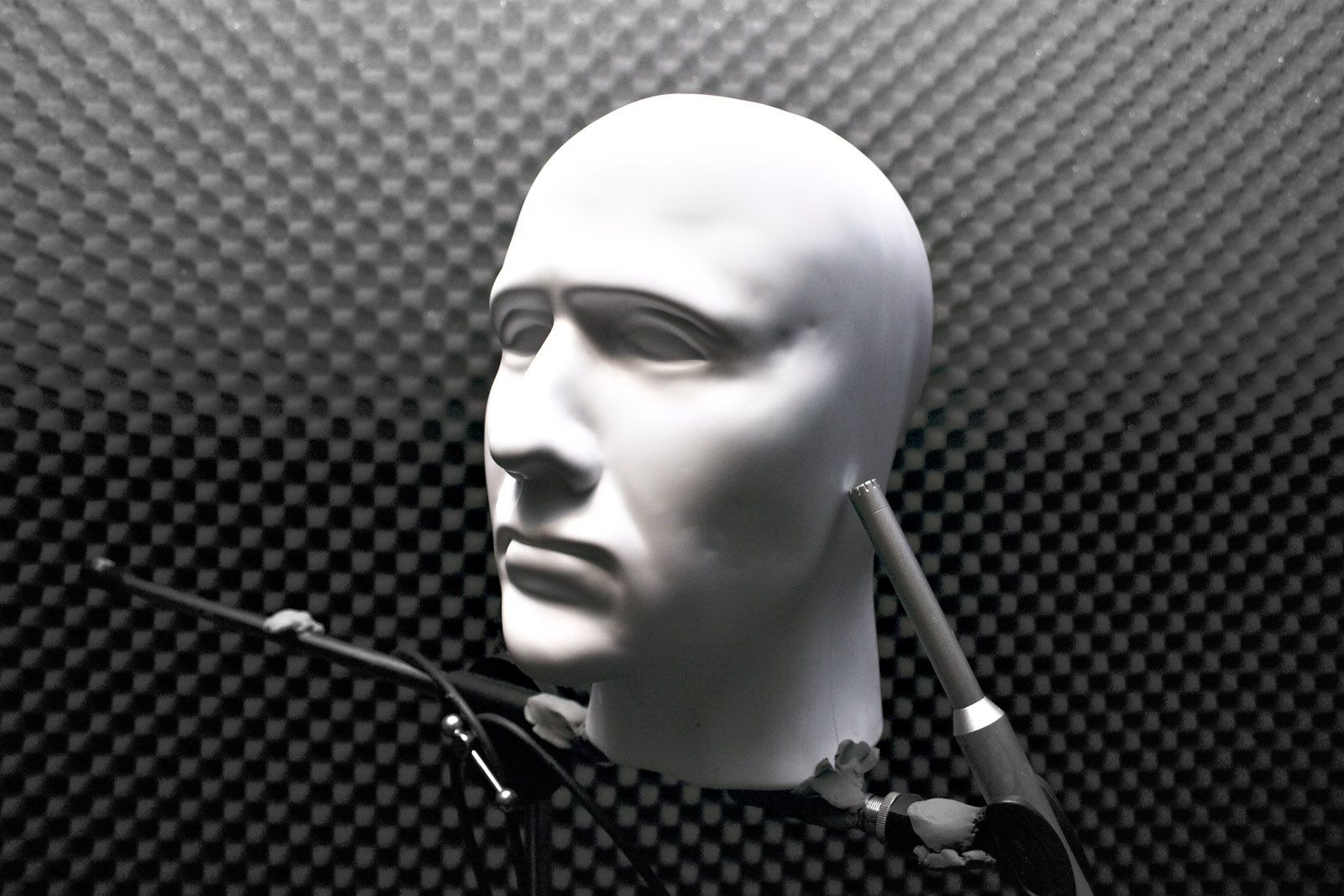

L'enregistrament binaural és el mètode que utilitzà dos micròfons (un per cada orella) per generar un efecte de so tridimensional.
Els sons binaurals, també anomenats sons holofònics, són una tècnica d'espacialització sonora creada per Hugo Zuccarelli als anys vuitanta, que ens permet crear sons hiperrealistes.
Aquest mètode, emprat per aconseguir aquests àudios hiperrealistes, es realitza durant la fase d'enregistrament a partir d'uns micròfons que imiten les nostres orelles, tècnica també coneguda com a "enregistrament de cap de maniquí", aconseguint així un so tridimensional.

## Funcionament
Per entendre millor el seu funcionament hem de saber que el sistema auditiu humà té una gran capacitat de localització espacial de les fonts de soroll tant en el pla horitzontal com vertical.
La localització horitzontal es du a terme gràcies als retards dels diferents de nivell del senyal sonor en una oïda respecte de l'altra.
Verticalment, la localització espacial es du a terme gràcies al filtratge fet pel cap, el tors i el pavelló auditiu. El cervell humà és capaç d'interpretar l'efecte d'aquests filtres per localitzar les fonts sonores.
Aquest darrer aspecte passa desapercebut per a mètodes com l'enregistrament estereofònic o altres sistemes de so envoltant, que no tenen en compte l'efecte que el nostre cos.
El fet que la pressió sonora gravada amb un micròfon sense presència de l'oient és significativament diferent de la que existeix al canal auditiu de l'oient, fa necessària la utilització d'un cap, sigui artificial o natural, per a l'enregistrament dels sons amb precisió sonora, per això sorgeix l'enregistrament de cap de maniquí o Enregistrament binaural.

## Elements modificadors de la freqüència sonora
La tècnica d'enregistrament binaural concep el seu nom a causa del procés que es realitza quan un senyal sonor s'introdueix als nostres òrgans sonors i són percebuts pel cervell humà.
Ballou a la seva obra Handbook for sound engineers, denomina aquest procés com a "binaural signal processing".
I és que micròfons de gran sofisticació, amb característiques similars a les de l'orella humana, són emprats al sistema de la tècnica binaural, incrustant-los en un cap artificial. Pel que fa a això Ballou diu: "els darrers caps i l'electrònica de processament de senyals han determinat la tècnica binaural més propera a l'enregistrament de l'oïda (ITE), que col·loca els micròfons a les orelles humanes". Amb això, ens referim al fet que s'ha experimentat amb aquesta tècnica a partir d'adaptar micròfons a les orelles de persones.
Per poder gravar perfectament com el nostre cos capta els sons, cal tenir en compte les variacions en la freqüència que genera la nostra distribució i forma biològica.
Hem d'entendre que entre els dos costats del nostre cap o del cap artificial, sempre n'hi haurà un la recepció del qual serà més tardana, és a dir, no serà la primera oïda a captar la font de so, i per això aquest es comportarà com una ombra sònica de la qual el cervell s'encarregarà de bloquejar-ne les altes freqüències.
De l'altra banda, l'oïda que rep directament la freqüència de la font sonora també obté una major acumulació de pressió, la qual és una resposta a l'augment de les freqüències altes.
Un altre element important que afecta la freqüència sonora són els plecs del pavelló auricular, ja que es relacionen directament amb la reflexió dels sons dins del canal auditiu.
Considerant els aspectes anteriors, la tècnica binaural és funcional en el registre de sons ambients on cal definir característiques determinants d'un lloc específic per formar a l'oient la sensació de realitat.

## Dispositius per l'enregistrament binaural
Els dispositius portàtils pensats per a l'enregistrament, són aquells la mida dels quals resulta ideal i pràctic sobretot a nivell de portabilitat per realitzar el procés de captura del so.

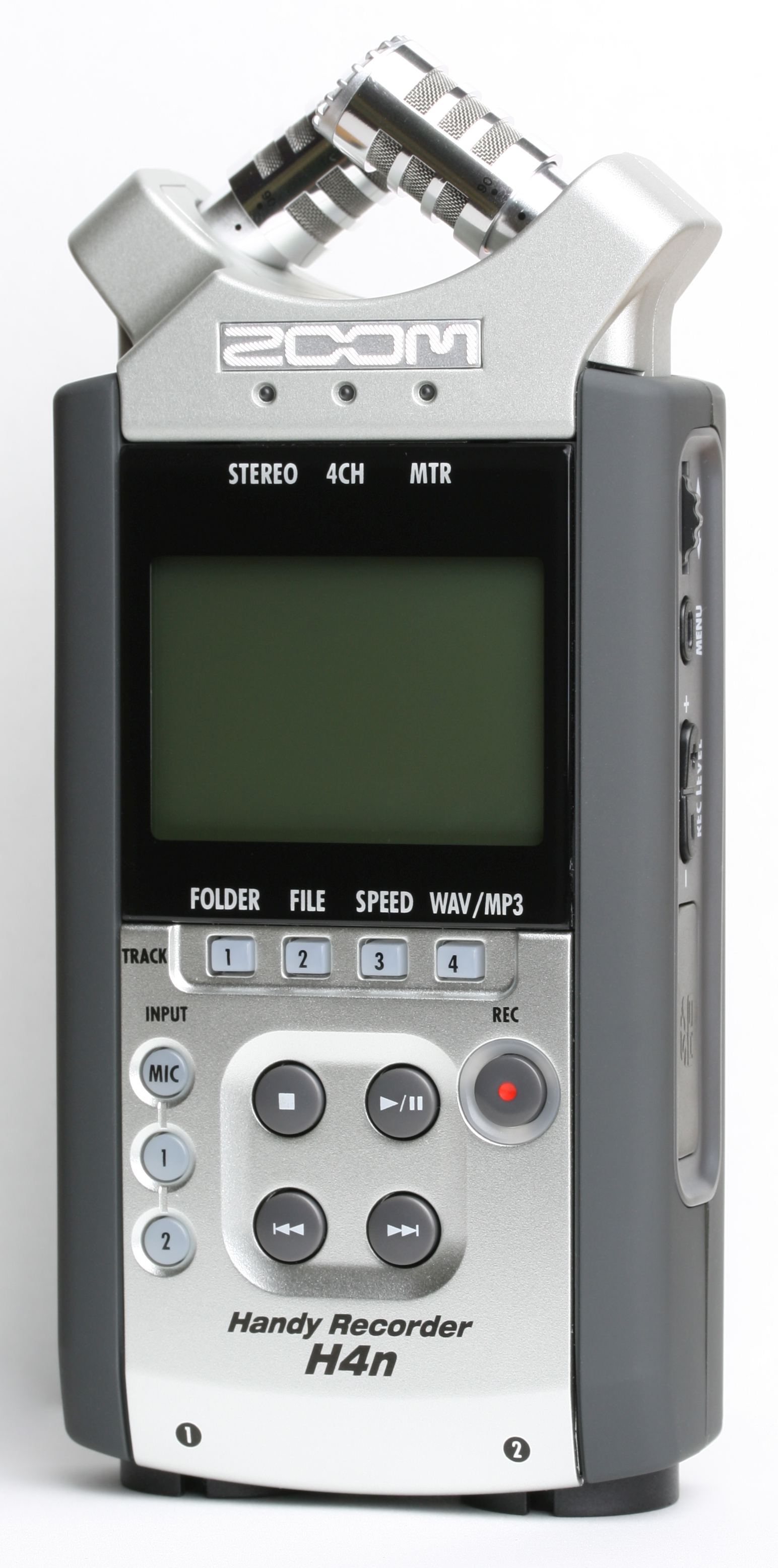
Zoom H4n Digital Recorder

En un ús quotidià, dispositius presents actualment, com ara mòbils, ordinadors, tablets, etc, podrien servir-nos com a gravadores, tot i saber que la seva qualitat no seria l'òptima. Per sort hi ha empreses i companyies que es dediquen enterament a la creació de dispositius per a la captura del so, dispositius de mides portàtils i adaptats a les necessitats d'enregistrament, i que a més incorporen configuracions de micròfons convencionals que incrementen la qualitat dels enregistraments.
A continuació, esmentarem diversos models i les respectives marques.
De la marca japonesa Zoom, hi trobem les gravadores H4n i H2n en les quals estan implementades les tècniques XY i M/S respectivament.
- ZOOM H4n: Aquesta gravadora compta amb dos micròfons de condensador cardioides configurats amb la tècnica estèreo XY de manera que no es generin diferències de fase entre el canal esquerre i el canal dret, ja que les càpsules es troben posicionades sobre el mateix eix. I és que, la gravadora Zoom H4n permet gravar amb una resolució fins a 24 Bits i 96 Khz en format WAV. La resposta en freqüència del dispositiu és de 30 Hz fins a 20 Khz, s'il·lustra a la figura següent. A més compta amb dues entrades XLR que permeten la connexió de micròfons externs. Finalment, dir que, la gravadora compta amb Phantom Power i pot funcionar com a interfície dàudio.[6]

- ZOOM H2n: La Zoom H2n és una altra gravadores portàtils que permet gravar utilitzant la tècnica M/S i la tècnica XY. Aquestes dues tècniques es poden combinar de manera que s'obtinguin enregistraments surround. La resolució d'enregistrament és fins a 24 Bits i 96 Khz. El control de guany dels micròfons d'enregistrament és anàleg. La resposta en freqüència és de 50 Hz fins a 20 Khz. (Zoom, 2014), s'exposa a la figura següent.[7]

## Avantatges de l'enregistrament binaural[1]
Si comparem altres tècniques d'enregistrament amb l'enregistrament binaural, trobarem que abasta una sèrie d'avantatges relacionats tots ells a la seva principal característica: és l'únic mètode capaç de reproduir la sensació sonora tal com es presenta a la realitat de la ment/percepció humana.
Els avantatges dels quals parlem són:
- Comparació de sons: Unes de les característiques més rellevants del sistema auditiu són la seva altíssima sensibilitat i la seva escassa memòria. Això es tradueix com la gran capacitat que té la nostra oïda de percebre la mínima variació sonora, però no tenir la capacitat de memoritzar i registrar aquesta percepció un cop ja ha passat lʼesdeveniment, resultant en complicacions per comparar un so. A partir de la tecnologia binaural, això ja no és un problema, ja que podem prendre enregistrament d'aquests dos sons i realitzar la comparació reproduint-los tot seguit. Això es coneix com a comparacions A/B i és una de les aplicacions típiques de la tecnologia binaural.

- Avaluació per jurat ("Jury Testing"): Dins la percepció sensorial hi ha sempre factors subjectius, és a dir, diverses persones poden estar en un mateix lloc i avaluar un mateix so, però el resultat serà diferent, perquè l'audició, com la resta de sentits humans, té una gran variació subjectiva la qual cal tenir en compte. Això ens portaria a un costós procés d'avaluació a partir d'un jurat, el qual no val la pena fer si tens l'opció d'utilitzar un sistema d'enregistrament i reproducció binaural, ja que aquest és més precís i no requereix tantes proves ni de persones o recursos.
- Possibilitat de comparar l'anàlisi subjectiva del so amb les fonts que el produeixen com a vibracions: Si ajuntem i combinem l'anàlisi espectral simultània d'un senyal de vibració amb la reproducció binaural podem estudiar quins components de freqüència del so són molestos i convé reduir-los contrari, agradables, que cal potenciar i relacionar-les amb la vibració que les produeix.
- Filtratge i reproducció binaural: Un cop s'ha realitzat l'enregistrament binaural, tenim la possibilitat d'aplicar-li, mitjançant un programari, filtres en la funció de freqüència i reproduir binauralment el so, de manera que podem predir la percepció sonora si atenuem una font o altra, o aïllar una determinada component del so de les altres per analitzar-la de forma individual.